# Poweshiek County Courthouse
Das Poweshiek County Courthouse in Montezuma ist das Justiz- und Verwaltungsgebäude (Courthouse) des Poweshiek County im mittleren Südosten des US-amerikanischen Bundesstaates Iowa.
Das heutige Gebäude ist das zweite Courthouse des 1843 gegründeten Poweshiek County. Im Jahr 1850 wurde ein zweistöckiges Gebäude als erstes Gerichtsgebäude errichtet, das auch als Kirche und Schule genutzt wurde. 
Das heutige Courthouse ist ein 1859 nach einem Entwurf des Architekturbüros Drake & Dryden im Stil des Greek Revival errichteter zweistöckiger Backsteinbau. Im Jahr 1890 wurde das Gebäude erweitert; die Fundamente wurden 1934 verstärkt.
1981 wurde das Gebäude mit der Referenznummer 81000266 in das National Register of Historic Places aufgenommen.